# Subedei
Subedei was een van de belangrijkste adviseurs en generaal van de Mongoolse leider Dzjengis Khan, die tussen pakweg 1200 en 1225 grote delen van Azië en Europa veroverde.
Toen het Mongoolse Rijk onder het bewind van Dzjengis Khan zo groot werd dat hij zelf niet meer alle militaire handelingen aan kon sturen, nam Subedei een belangrijk deel van deze taken in handen. Terwijl Dzjengis Khan zich omstreeks 1220 bezighield met uitbreiding van zijn rijk in de richting van India en Afghanistan, was Subedei verantwoordelijk voor de aanvallen op Rusland. Tussen 1236 en 1242, toen Dzjengis Khan reeds overleden was, speelde Subedei ook een belangrijke rol bij de Mongoolse invallen in Europa.